# Jakoba Wouters
Jakoba Wouters född 8 augusti 1751 i Haag, död 6 februari 1813 i Amsterdam, var en nederländsk balettdansare, sångerska och skådespelerska.

## Biografi
Jakoba Wouters var dotter till Willem Wouters (d. 1768?), dansmästare, och kostymören Teresa. Hon gifte sig 1766 med Gregory Lamberger (1743–1772), balettchef, och 1778 med Dirk Sardet (1742?–1817), skådespelare.

### Karriär
Jakoba Wouters debuterade i Leiden vid Jacob Toussaint Neyts teatersällskap år 1758. Hon var engagerad vid Corvers teater i Haag 1767–1773, vid Rotterdamse Schouwburg 1773–1779 och vid Amsterdamse Schouwburg 1779–1813. Hon och hennes man lämnade tillfälligt teatern 1795–1796 under en konflikt med direktionen. 
Jakoba Wouters ansågs vara en framstående scenkonstnär, och det sades att hon kunde ha blivit landets främsta skådespelerska om inte Johanna Wattier hade tagit den platsen. Hon var känd för sina roller som ömma mödrar men även för sina byxroller som ömma makar och fäder, ett rollfack hon delade med sin make. År 1805 sades hon spela "med eld, styrka och värdighet".
År 1807 hölls hennes jubileum, men en avskedsföreställning är inte känd, så det är troligt att hon var verksam till sin död.